# Anshun
Anshun (cinese: 安顺; pinyin: Ānshùn) è una città-prefettura della Cina nella provincia del Guizhou.

## Amministrazione
La prefettura amministra le seguenti suddivisioni:
- Distretto di Pingba
- Distretto di Xixiu
- Contea di Puding
- Contea autonoma Buyei e Miao di Zhenning
- Contea autonoma Buyei e Miao di Guanling
- Contea autonoma Miao e Buyei di Ziyun